# Sector hiperbólico
Un sector hiperbólico es una región del plano cartesiano {(x,y)} delimitada por los rayos desde el origen a dos puntos (a, 1/a) y (b, 1/b) y la hipérbola xy = 1.
En un sector hiperbólico en posición estándar a = 1 y b > 1 .
El área de un sector hiperbólico en posición estándar es el loge b . (Demostración: Integrar bajo la curva 1/x entre 1 y b, y sumarle el área del triángulo {(0, 0), (1, 0), (1, 1)}, y restarle el área del triángulo {(0, 0), (b, 0), (b, 1/b)} )
Cuando un sector hiperbólico se encuentra en posición estándar el mismo se corresponde con un ángulo hiperbólico positivo.